# Primer 55
I Primer 55 sono stati un gruppo musicale rap metal statunitense, originario di Memphis e in attività dal 1997 al 2015.

## Storia del gruppo

### Formazione e debutto (1997–1999)
Il gruppo fu formato nel 1997 a Memphis, dal cantante J-Sin e dal chitarrista Bobby Burns. I due si erano incontrati quando il precedente gruppo del primo apriva concerti del vecchio gruppo del secondo. Sulla falsariga delle esperienze musicali di quel periodo, Burns decise di fondere i suoi influssi heavy metal con quelli hip hop di J-Sin, dando luogo a un gruppo con tipiche sonorità rap rock e rap metal. Ai due si unirono il bassista Mike "Jr." Christopher e il batterista Josh McLane.

### Primo contratto discografico, "Introduction to Mayhem" e "(the) New Release" (2001–2002)
Dopo aver pubblicato un EP per conto dell'etichetta indipendente Propellant Transmissions, i Primer 55 firmarono un contratto per la Island Records e rieditarono l'EP con l'aggiunta di nuove tracce, pubblicando così il loro primo album in studio Introduction to Mayhem, il 25 gennaio 2000. Il nuovo album comprendeva collaborazioni con Chris Kilmore, disc jockey degli Incubus, e Jared Gomes, cantante degli Hed P.E..
Il gruppo andò in tour coi colleghi Biohazard, Slipknot, Machine Head e Dope, e sostenne esibizioni secondarie nell'edizione del 2000 del festival Ozzfest. Nello stesso anno si esibirono a fianco di Soulfly, downset. e Slaves on Dope. In quel periodo sperimentarono numerosi cambi di formazione, un percorso continuato durante la registrazione del secondo album in studio e poi anche in seguito.
Il 14 agosto 2001 i Primer 55 pubblicarono il secondo album di inediti (the) New Release, che raggiunse la prima posizione della classifica Billboard Heatseekers Chart e la numero 102 della Billboard 200. Il singolo "This Life" raggiunse la posizione numero 37 della classifica Billboard's Mainstream Rock Tracks Chart. Dopo un iniziale successo, l'album risentì del boicottaggio da parte della Island Records. Il chitarrista Burns disse, in un'intervista all'emittente radiofonica PureGrainAudio, che "l'album aveva pagato le conseguenze del fatto di essere stato pubblicato poco prima degli attentati terroristici dell'epoca."
Nonostante il boicottaggio, il gruppo prese parte al "The $12 Riot Tour", il 31 ottobre dello stesso anno, a fianco di Dope, Skinlab e Society 1. Un anno dopo i Primer 55 si presentarono in veste di gruppo di apertura al concerto Gathering of the Juggalos a Peoria.

### Silenzio (2003)
Nel 2003 il gruppo entrò in silenzio, per via di scontri con diverse etichette discografiche e di contrasti interni. Burns si unì ai Soulfly, con cui si era già esibito nel 2000 all'Ozzfest, e intraprese un tour internazionale in veste di bassista del gruppo, con cui collaborò ad alcuni album. J-Sin cominciò ad avere problemi di alcolismo e tossicodipendenza, e in seguito Burns disse che "il cantante non era in grado di prendere parte a nuove esibizioni."

### Rientro in scena, "New American Gangsters" (2007–presente)
Mentre i Soulfly entrarono in silenzio nel 2007, l'etichetta discografica Crash Music contattò  Burns, convincendolo a riunirsi ai Primer 55 con J-Sin, e ai colleghi Love Said No. Negli ultimi mesi di quell'anno i due gruppi intrapresero il "Crash Music Metal Crusade Tour". Il 6 novembre il gruppo pubblico l'EP Family for Life, una raccolta di vecchi brani inediti registrati tra il 1998 e il 2002.
All'inizio del 2008 il rapper Donny "The DRP" Polinske aprì un'esibizione dei Primer 55, nel tentativo di coinvolgere Burns e J-Sin in una collaborazione nel suo album solista. Dopo tre settimane di tour, J-Sin dovette lasciare il gruppo, per problemi riguardanti la scarsa qualità percepita delle sue esibizioni e le sue recenti dipendenze, che in seguito lo condussero a programmi di riabilitazione, temporaneamente sostituito da un amico del chitarrista, Heath Joyce. In seguito The DRP divento il nuovo cantante dei Primer 55,  che nel 2008 si esibirono al Gathering of the Juggalos, insieme a2 Live Crew, Ice-T e Twiztid.
Nel 2009 i Primer 55 pubblicarono il brano "Flexin'", accompagnato da un video musicale. In quel periodo era in lavorazione un terzo album in studio, intitolato New American Gangsters, ma nel gennaio 2010 Burns licenziò gli altri membri del gruppo, e il progetto fu abbandonato. Alla fine dell'anno il gruppo annunciò sul sito MySpace il ritorno di J-Sin in formazione, ancora alle prese con collaborazioni con The DRP.
All'inizio del 2012 i Primer 55 iniziarono esibizioni acustiche negli Stati Uniti, ispirati da prove precedenti ad MTV Unplugged.
Il gruppo entrò in silenzio indefinito il 7 ottobre 2015, poi culminato in scioglimento. Burns cominciò a lavorare col suo gruppo Murder The Flesh. Il 10 agosto 2018 J-Sin morì di epatite C.

## Formazione

### Ultima
- Bobby Burns – chitarra (1997–2003, 2007–2015), voce (2010–2015)
- Joey Busciglio – chitarra (2013–2015)
- Darren Walling – basso (2014–2015)
- Heath Shaw – batteria (2012–2015)

### Ex componenti
- Jason "J-Sin" Luttrell – voce (1997–2003, 2007, 2010) (morto nel 2018)
- Josh McLane – batteria (2000–2001)
- Mike "Jr." Christopher – basso (2000–2001)
- Preston Nash – batteria (2001–2003)
- Kobie Jackson – basso (2002–2003)
- Joshua Toomey – basso (2003, 2007–2010)
- Yogi Allgood - basso (2011-2013)
- Heath Shaw – batteria (2011–2013)
- Donny "The DRP" Polinske – voce (2008–2010)

## Discografia

### Album in studio
- 2000 - Introduction to Mayhem
- 2001 - (The) New Release

### EP
- 2007 - Family for Life

### Singoli
- 2000 - "Loose"
- 2000 - "Set It Off"
- 2000 - "Appetite for Destruction"
- 2001 - "This Life"